# نادية ملساي
نادية ملساي (من مواليد 14 ديسمبر 1990 ) هي لاعبة كرة طائرة بيلاروسية، تلعب كلاعب خارجي في المنتخب الوطني البيلاروسي للسيدات للكرة الطائرة . شاركت في بطولة أوروبا للسيدات للكرة الطائرة 2015 . 

## الانجازات الرياضية

### المسابقات الدولية
- 2017 كأس التحدي النسائي CEV ، مع أولمبياكوس بيرايوس
- 2018 كأس CEV للسيدات، مع مينشانكا مينسك

- 2007/2008 بطولة بيلاروسيا مع أتلانت بارانوفيتشي
- 2008/2009 بطولة بيلاروسيا مع أتلانت بارانوفيتشي
- 2010/2011 بطولة بيلاروسيا مع أتلانت بارانوفيتشي
- 2011/2012 بطولة بيلاروسيا مع أتلانت بارانوفيتشي
- 2017/2018 بطولة البيلاروسية مع مينشانكا مينسك
  - 2012/2013 البطولة البيلاروسية في المركز الثاني مع أتلانت بارانوفيتش

2 بطولة الهيلينية
- 2015/2016 بطولة الهيلينية، مع أولمبياكوس بيرايوس
- 2016/2017 بطولة الهيلينية، مع أولمبياكوس بيرايوس

### الجوائز الوطنية
- 2015/2016 كأس الهيلينية مع أولمبياكوس بيرايوس
- 2016/2017 كأس الهيلينية مع أولمبياكوس بيرايوس

## روابط خارجية
- نادية ملساي على موقع الاتحاد الأوروبي (الإنجليزية)
- نادية ملساي على موقع قاعدة بيانات الكرة الطائرة الشاطئية (الإنجليزية)